# Calcitriol
Calcitriol, auch 1α,25-Dihydroxycholecalciferol, 1α,25(OH)2Vitamin D3, 1,25(OH)2D3, 1,25-DHCC oder kurz Vitamin D, ist ein Secosteroid mit struktureller Ähnlichkeit zu den Steroidhormonen, das von Michael F. Holick identifiziert wurde. Es ist die physiologisch aktive Form des Prohormons Cholecalciferol oder Vitamin D3. Es wird durch die 1α-Hydroxylase vor allem in den Nieren, aber auch in anderen Geweben aus dem 25(OH)Vitamin D3 hydroxyliert oder in seltenen Fällen als Medikament verordnet.
Calcitriol wird an ein intrazelluläres Rezeptorprotein, den Vitamin-D-Rezeptor (VDR) gebunden und in den Zellkern transportiert. Dort assoziiert der Vitamin-Rezeptor-Komplex an die DNA und verändert die Transkription verschiedener hormonsensitiver Gene, was schließlich zu Änderungen in der Proteinsynthese mit entsprechenden biologischen Wirkungen führt. Calcitriol wirkt u. a.:
- antiosteoporotisch,
- modulierend auf das Immunsystem (verbesserte Abwehr vieler Infekte, z. B. Tuberkulose, Schutz vor vielen Autoimmunkrankheiten),
- als Schutz vor vielen Krebsarten,
- gegen Psoriasis (Schuppenflechte) und Alopecia areata,[4]
- fördernd auf die Motilität der Spermien.[5]

Seine Wirksamkeit ist im Körper fein reguliert.

## Entstehung in Leber und Nieren
Der Calcitriol-Vorläufer 25(OH)Vitamin-D3 wird durch die 1α-Hydroxylase in den Nieren für endokrine (den ganzen Organismus betreffende) Aufgaben und in verschiedenen anderen Zellen für autokrine Aufgaben (lokal das aktivierende Gewebe betreffend) zu Calcitriol aktiviert. Diese Aktivierungen werden unterschiedlich reguliert.

### Niere
Die Vitamin-D-Metaboliten werden in den Glomerula der Nieren zusammen mit dem VDBP primär filtriert, dann in die proximalen Tubuluszellen mithilfe des Megalins zurückresorbiert und dort freigesetzt. In den Mitochondrien der Zellen des proximalen Tubulus kann das 25(OH)Vitamin D3:
1. durch 1α-Hydroxylase zum biologisch aktiven 1,25(OH)2Vitamin D3, (Calcitriol) weiter hydroxyliert,
2. durch die gegensätzlich regulierte 24-Hydroxylase zum 24R,25(OH)Vitamin D3 inaktiviert werden oder
3. die Nierenzelle unverändert wieder in das Blut verlassen (um dort erneut an VDBP gebunden zu werden).

Die Bildung des 1,25(OH)2Vitamin D3 in der Niere ist fein reguliert: die wichtigsten Faktoren, die seine enzymatische Bildung über eine Aktivierung der 1α-Hydroxylase direkt fördern, sind unabhängig voneinander ein erhöhtes Parathormon, ein erniedrigter Calciumspiegel und ein niedriger Phosphatspiegel im Blut. 1,25(OH)2D3 selber hemmt die 1α-Hydroxylase und aktiviert die 24-Hydroxylase. Indirekt, zumeist über das Parathormon, beeinflussen unter anderem Calcium, Östrogen, Glucocorticoide, Calcitonin, Somatotropin, und Prolactin die Calcitriolbildung. All diese Regulationen dienen dazu, gerade soviel des Vitamins zu synthetisieren, dass der Körper in seiner momentanen Situation seinen Calcium- und Phosphatbedarf decken kann. Die Regulation der 24R,25(OH)2D3-Bildung erfolgt übrigens durch die gleichen Faktoren, jedoch in umgekehrter Richtung.

### Andere Gewebe
Hier wird die 1α-Hydroxylase zur Vitamin-D-Aktivierung vor allem durch Wachstumsfaktoren und Zytokine lokal reguliert, wie dies genau geschieht, wird noch erforscht.
1α,25(OH)2D3 liegt in sehr viel geringerer Konzentration als 25(OH)D3 und auch hauptsächlich an VDBP gebunden im Blut vor. Die Konzentration insbesondere von freiem 1α,25(OH)2D3 ist streng geregelt und weitgehend mit seiner Aktivität korreliert. Sie ist ferner weitgehend unabhängig von der Konzentration seines Vorläufers 25(OH)Vitamin D3 oder des VDBP.
Nimmt man Calcitriol als Medikament zu sich, wird es rasch im Dünndarm absorbiert.

## Bindung an den Vitamin-D-Rezeptor
In den Zellen der Zielorgane wirkt 1,25(OH)2D3 bzw. Calcitriol wie ein Steroidhormon: Es wird an ein intrazelluläres Rezeptorprotein, den Vitamin-D-Rezeptor (VDR) gebunden und in den Zellkern transportiert. Die Vitamin-D-Wirksamkeit ist also auch von der Rezeptordichte abhängig, diese wird in unterschiedlichen Geweben unterschiedlich reguliert. Im Zellkern assoziiert der Vitamin-Rezeptor-Komplex an die DNA und verändert die Transkription verschiedener Vitamin-D-sensitiver Gene, was schließlich zu Änderungen in der Proteinsynthese mit entsprechenden biologischen Wirkungen führt.

## Rolle im Calciumhaushalt
Zunächst wurde der Zusammenhang zwischen Vitamin D und dem Calciumhaushalt bekannt, da die sichtbarsten Auswirkungen eines gravierenden Vitamin-D-Mangels die Knochenkrankheiten Rachitis und Osteomalazie sind. Bezüglich der Calciumhomöostase hat Calcitriol vier Zielorgane: Darm, Knochen, Nieren und Nebenschilddrüse.

### Calciumaufnahme im Darm
Vitamin D ist essentiell, um die Absorption von Calcium und Phosphat im Dünndarm zu ermöglichen. Calcium wird darmseitig durch zwei Calciumkanalproteine (TRPV6 – früher als CaT1 oder ECaC2 sowie TRPV5 – früher als CaT2 oder ECaC1 bezeichnet), die möglicherweise gemeinsam den funktionellen Calciumkanal bilden, in die Dünndarmzelle aufgenommen, von Calbindin D durch die Zelle transportiert und blutseitig durch eine membranständige Ca2+-ATPase (PMCA1b) bzw. einen Na+/Ca2+-Austauscher (NCX1) in das Blut abgegeben.
Die initiale Calcium-Aufnahme ist der geschwindigkeitslimitierende Schritt des Gesamtprozesses und dieser ist hochabhängig von ausreichendem Vorkommen des Calcitriol-VDR-Komplexes, der die Transkription der Calciumkanäle TRPV5 und TRPV6 in den Darmzellen induziert. Die Calcium-Absorption im Darm erreicht ein Maximum ab einem 25(OH)Vitamin D3-Spiegel von >32 ng/ml im Blut (siehe Cholecalciferol und ).
Ferner steigert 1,25(OH)2D3 die aktive Phosphat-Absorption (Aufnahme), indem es die Expression des Na-Pi-Kotransporters steigert. Die genauen Mechanismen des Phosphattransportes durch die Darmzelle sind weniger bekannt.

### Knochenmineralisierung
Das zweite wichtige Zielorgan für das 1,25(OH)2D3 ist der Knochen; für die Entwicklung und Erhaltung eines gesunden, mineralisierten Skelettes ist 1,25(OH)2D3 essentiell.
Das Knochengewebe unterliegt unter normalen Bedingungen einem dauernden Abbau durch Osteoklasten und einem Neuaufbau durch Osteoblasten. Hierbei wirken der 1,25(OH)2D3-VDR-Komplex, das Parathormon und der Calciumblutspiegel in komplexer Weise zusammen. Tierversuche hinsichtlich des Effekts eines isolierten 1,25(OH)2D3-VDR-Komplex-Mangels zeigten Folgendes:
- Isoliert betrachtet ist der 1,25(OH)2D3-VDR-Komplex (bei normalem Parathormon- und Calciumspiegel) essentiell für einen geregelt-normalen Knochenauf- und -abbau. Werden also ein bei 1,25(OH)2D3-VDR-Komplex-Mangel sekundär auftretender Parathormonexzess und eine Hypocalciämie ausgeglichen und so der eigentliche Effekt eines 1,25(OH)2D3-VDR-Komplex-Mangels auf den Knochen demaskiert, zeigt sich, dass die Anzahl der Osteoblasten, die Calciumappositionsraten und das Knochenvolumen abnehmen.[6]
- Andererseits wird durch 1,25(OH)2D3 in den Osteoblasten die Bildung von Osteocalcin induziert, welches durch die Gamma-Glutamylcarboxylase mithilfe des Vitamin K posttranslational aktiviert wird und den Calciumeinbau in den Knochen fördert.[9]
- Genauso nimmt bei isoliertem 1,25(OH)2D3-VDR-Komplex-Mangel aber auch der Knochenabbau durch Osteoklasten ab. Das Zusammenspiel zwischen Osteoblasten und Osteoklasten ist dabei folgendermaßen geregelt: Osteoblasten bilden an ihrer Zelloberfläche einen Liganden (RANKL), der an zwei verschiedene Rezeptoren binden kann: 1. an einen ebenfalls im Osteoblasten gebildeten löslichen Rezeptor Osteoprotegerin (OPG) oder 2. an einen Rezeptor (RANK) an der Oberfläche von Osteoklasten-Progenitor-Zellen. Im ersten Fall bleibt RANKL unwirksam, im 2. Fall bewirkt er eine Reifung der Osteoklasten-Progenitor-Zelle zum Osteoklasten. 1,25(OH)2D3-VDR-Komplex in den Osteoblasten erhöht die Bildung von RANKL, unterdrückt die Bildung von OPG und fördert damit den Knochenabbau.[6] Diese Wirkung des 1,25(OH)2D3-VDR-Komplexes ist durch Vitamin K1 unterdrückbar.
- Die scheinbare Stimulierung der Knochenmineralisation durch 1,25(OH)2VitD3, welches bei einem Vitamin-D-Mangel (z. B. Rachitis) gegeben wird, erfolgt also nur indirekt: einerseits durch die vermehrte Bereitstellung von Calcium und Phosphat aufgrund der durch 1,25(OH)2D3 gesteigerten Resorption in Darm und Nieren und andererseits durch die Unterdrückung von Parathormon.[6] Wenn Vitamin D in starken Überdosen gegeben wird (dann bekommt 25(OH)Vit3 in geringem aber ausreichendem Maße die Wirksamkeit des 1,25(OH)2VitD3, ohne jedoch durch den Körper genauso regelbar zu sein), zeigt sich ebenfalls die knochenabbauende Wirkung des Vitamin D.

### Nebenschilddrüse
Das endokrine Vitamin-D-System ist ein potenter Modulator der Nebenschilddrüsenfunktion. Vitamin-D-Mangel führt zu einer Nebenschilddrüsenhyperplasie und über andere Mechanismen zu einer vermehrten Parathormonsynthese und -exkretion. Der 1,25(OH)2D3-VDR-Komplex unterdrückt unter anderem die Transkription des Parathormon-Gens. 1,25(OH)2D3 selber induziert die vermehrte Bildung seines eigenen Rezeptors VDR in der Nebenschilddrüse. Die Parathormonbildung wird auch indirekt durch die Erhöhung des Serumcalciums (die durch die erhöhte Resorption des Calciums durch 1,25(OH)2D3 an Darm und Niere bewirkt wird) unterdrückt. Auf diese Weise beeinflusst das Vitamin-D-System über mehrere Wege gleichzeitig den Parathormonspiegel.
Die Beziehung zwischen 1,25(OH)2D3 und dem Zielorgan Nebenschilddrüse ist zudem wechselseitig: Parathormon stimuliert die 1α-Hydroxylase in der Niere; erhöhtes 1,25(OH)2D3 senkt im Gegenzug die Ausschüttung von Parathormon in der Nebenschilddrüse.

### Niere
Der wichtigste Effekt des 1,25(OH)2D3 an der Niere ist die strenge Kontrolle seiner eigenen Homöostase über die Hemmung der eigenen Bildung über die 1α-Hydroxylase und die gleichzeitige Stimulierung seiner Deaktivierung durch die 24-Hydroxylase.
Die direkte Rolle des 1,25(OH)2D3 im Umgang der Niere mit Calcium und Phosphat ist nicht einfach darstellbar, wegen der gleichzeitigen Effekte des 1,25(OH)2D3 auf das Serumparathormon und den Calciumblutspiegel sowie Phosphatblutspiegel:
1. 1,25(OH)2D3 erhöht die Calciumreabsorption im Nierentubulus durch eine Aktivierung der Transkription des renalen TRPV5 und des Calbindin (analog zur #Calciumaufnahme im Darm).
2. 1,25(OH)2D3 beschleunigt die parathormonabhängige Calciumreabsorption im distalen Tubulus, (am Ort der höchsten VDR-Konzentration).[6]
3. 1,25(OH)2D3 verbessert die Phosphatabsorption in Gegenwart von Parathormon. Dies ist evtl. kein direkter Effekt von 1,25(OH)2D3.[6]

## Effekte auf andere Organe
Neben den klassischen Zielorganen hat man seit Ende der 80er Jahre eine Vielzahl von Geweben und Zellen gefunden, die den Vitamin-D-Rezeptor und die 1α-Hydroxylase besitzen. In der Bauchspeicheldrüse beeinflusst es die Insulinausschüttung, in bestimmten Gehirnabschnitten erhöht es die Aktivität der Cholinacetyltransferase, im Muskel hat es einen direkten Effekt auf den Calciumtransport, in der Haut hemmt es die Proliferation von Keratinozyten und fördert deren Differenzierung. Daneben fördert Calcitriol die Bildung der roten Blutkörperchen und das Überleben und die Tätigkeit von Makrophagen und Monozyten. Ferner hemmt es Proliferation und Aktivität von T-Lymphozyten und unterdrückt damit die Immunabwehr. In verschiedensten Tumorzellen hat es ebenfalls eine hemmende Wirkung auf die Zellproliferation. Diese verschiedenen Funktionen lassen es als sehr wichtig erscheinen für verschiedene Präventionsüberlegungen und sollen daher im Folgenden genauer betrachtet werden:

### Unterdrückung von malignem Zellwachstum
Für normale Calcitriolspiegel wurde eine Korrelation mit einer reduzierten Wahrscheinlichkeit, an malignen Erkrankungen zu erkranken gefunden.
1. 1,25(OH)2D3 induziert die Transkription des CDK-Inhibitor 1 und von p27, die die Cyclin-abhängigen Kinasen hemmen und verlangsamt damit den Zellzyklus, indem es die Zellen von der G1-Phase in die G0-Phase und hin zu stärkerer Differenzierung und Ausreifung führt (z. B. bei Zellen in der Monozyten-Makrophagen-Reihe).
2. In Tumoren, deren Wachstum durch eine Überexpression eines durch Transforming Growth Factor (TGF-α) aktivierten Epidermal-Growth-Factor-Receptor (EGFR) getriggert wird, hemmt 1,25(OH)2D3 die Überexpression. (Therapeutisch genutzt wird dies bei der Behandlung der autoimmunen Erkrankung Psoriasis, weil psoriatische Keratinozyten TGF-α überexprimieren).
3. In der monozytischen Zelllinie HL60 und in Osteoblasten induziert 1,25(OH)2D3 die Bildung von C/EBPβ, eines Suppressors von (onkogenem) Cyclin-1 in menschlichen Epithelzelltumoren.
4. Verschiedene Allele des Gens für den Vitamin-D-Rezeptor (VDR) korrelieren mit dem genetischen Krebsrisiko.
5. Calcitriol ist ein Inhibitor auf den Hedgehog-Signalweg beim patched Mausmodell mit embryonalem Rhabdomyosarkom. An kultivierten Zellen verstärkt das Antimykotikum Itrakonazol die inhibierende Wirkung.[13]

### Modulation der Immunantwort
1,25(OH)2D3 (Calcitriol) hat differenzierende Effekte auf Monozyten, Makrophagen, Antigen-präsentierende Zellen, dendritische Zellen und Lymphozyten. Es existiert eine kausale Beziehung zwischen der Funktion des 1,25(OH)2D3-VDR-Komplexes und der angeborenen und adaptiven Immunität gegen Infektionen: Bei einer Rachitis und einem 1,25(OH)2D3-Mangel bei Niereninsuffizienz ist die Infektanfälligkeit in der Regel erhöht. 1,25(OH)2D3 induziert die Bildung von CDK-Inhibitor 1 und C/EBPβ. CDK-Inhibitor 1 kann die Reifung von Monozyten hin zu reifen Makrophagen unterstützen und C/EBPβ ist ein Transkriptionsfaktor, der für die Immunfunktionen der Makrophagen wichtig ist (antibakterielle, antivirale, antitumorale Funktionen und Synthese von Interleukin-12).
In krankheitsaktivierten Makrophagen wird lokal vermehrt 1,25(OH)2D3 aus 25(OH)D3 umgewandelt. γ-Interferon induziert kraftvoll die Transkription der 1α-Hydroxylase in Makrophagen und darüber die vermehrte Aktivierung von 25(OH)D3 in 1,25(OH)2D3. γ-Interferon ist z. B. in Relation zum Schweregrad einer Tuberkulose erhöht. Dies kann möglicherweise erklären, warum ein Mangel an Prohormon 25(OH)D3 (also im Grunde „Lichtmangel“) mit einer erhöhten Empfänglichkeit für z. B. Tuberkulose vergesellschaftet ist. In Anwesenheit von γ-Interferon ist die Herabregulation der 1α-Hydroxylase durch ihr Produkt 1,25(OH)2D3 in den Makrophagen außer Kraft gesetzt.
Im Gegensatz zu den immunstimulierenden Effekten auf das Monozyten-Makrophagen-System wirkt 1,25(OH)2D3 immunsuppressiv auf die Lymphozyten: Verschiedene Zytokine, die die T-Zell-Funktion beeinflussen, werden durch 1,25(OH)2D3 beeinflusst, unter anderem wird die Bildung Interleukin-2 durch den 1,25(OH)2D3-VDR-Komplex unterdrückt.
Dendritische Zellen werden durch 1,25(OH)2D3 in einem Stadium der Unreife gehalten, was eine wichtige Rolle für die Immuntoleranz, also die immunologische Selbsttoleranz spielt.
1,25(OH)2D3 hemmt über verschiedene Wege die Entstehung einiger Autoimmunkrankheiten wie z. B. chronisch-entzündliche Darmerkrankungen, Thyreoiditis, insulinabhängiger Diabetes mellitus Typ 1, multiple Sklerose oder systemischer Lupus erythematodes.
1,25(OH)2D3 hemmt ferner die Abstoßung von transplantiertem Gewebe (in einem Tierversuch mit experimentell herztransplantierten Ratten mit einer höheren Potenz als Cyclosporin A ohne jedoch die Empfänglichkeit für Pilz- oder Virusinfektionen zu erhöhen).

#### Kontrolle von Differenzierung und Funktion in der Haut
In normalen Keratinozyten induziert lokal produziertes 1,25(OH)2D3 eine Reihe von Proteinen, die für ihre weitere Differenzierung wichtig sind.
In psoriatischen Keratinozyten hemmt 1,25(OH)2D3 die mitogenen Signale des TGF-α/EGFR-Zirkels und wirkt so antiproliferativ (siehe oben).
Auf Langerhans-Zellen, die antigenpräsentierenden Zellen der Epidermis wirkt 1,25(OH)2D3 immunsuppressiv und kann so den Verlauf von Melanomen und Sklerodermie beeinflussen.

#### Kontrolle des Renin-Angiotensin-Systems
Das Renin-Angiotensin-Aldosteron-System spielt eine zentrale Rolle in der Regulation von Blutdruck, Serumelektrolyten und Blutvolumen. Eine Hemmung der 1,25(OH)2D3-Wirksamkeit bewirkt eine Aktivierung des Renins. Es gibt einen epidemiologischen Zusammenhang zwischen Lichtmangel bzw. niedrigen 1,25(OH)2D3-Blutspiegeln und hohem Blutdruck bzw. erhöhter Reninaktivität.

#### Kontrolle der Muskelfunktion
Ein 25(OH)D3-Mangel bei Rachitis, als Nebenwirkung von Antikonvulsiva oder bei chronischer Nierenerkrankung geht mit Muskelschwäche und/oder -atrophie einher. Im Herzmuskel kontrolliert 1,25(OH)2D3 die Hypertrophie der Herzmuskelzellen und die Synthese und Ausschüttung von atrialem natriuretischem Faktor (ANF). Bei Nierenerkrankungen im Endstadium kann eine Therapie mit 25(OH)D3 oder gar 1,25(OH)2D3 die Funktion des Herzens und der Muskeln verbessern. Die Wirkungsmechanismen sind unklar.

#### Kontrolle des Nervensystems
1,25(OH)2D3 erhöht die Nervenleitgeschwindigkeit in Motoneuronen. Es induziert die vermehrte Synthese neurotropischer Faktoren wie des Nervenwachstumsfaktors in Nervenzellen und Gliazellen. Im Embryo beeinflusst es die regelrechte Gehirnentwicklung. Niedriges 1,25(OH)2D3 in der Schwangerschaft führt bei Ratten zu einem vergrößerten Hirnvolumen, vergrößerten Ventrikeln und einer reduzierten Expression vom Nervenwachstumsfaktor bei den neugeborenen Ratten und zu motorischer Hyperaktivität, wenn sie erwachsen sind.

#### Auswirkungen auf den Embryo in der Schwangerschaft
Frauen haben eine geringere natürliche Hautpigmentation als Männer, wodurch sie Vitamin D leichter bilden und den höheren Bedarf während Schwangerschaft und Stillzeit decken können.
Vitamin-D-Mangel während der Schwangerschaft führt zu einem erhöhten Risiko für intrauterine Wachstumsverzögerung, vorzeitige Wehen, Bluthochdruck und zu (zu) leichten Neugeborenen (light for gestational age infants).
Eine ausreichende Versorgung der Mutter und des Neugeborenen mit Vitamin D reduziert erheblich das spätere Risiko, einen Diabetes mellitus Typ 1 zu entwickeln. Dies betrifft wohl insbesondere die Versorgung der Mutter mit Vitamin D im 3. bis 6. Schwangerschaftsmonat, wenn sich die Bauchspeicheldrüse entwickelt. So haben Kinder mit Diabetes mellitus Typ 1 häufiger im Sommer Geburtstag.
Ähnliche Vermutungen gibt es für andere Erkrankungen mit einer Häufung bei bestimmten Geburtstagsmonaten der Erkrankten: Bipolare Depressionen, Angstneurosen und andere psychische Erkrankungen.

## Calcitriol als Arzneistoff
- Indikation: Psoriasis (topisch), Vitamin-D-abhängige Rachitis, renale Osteodystrophie, Hypoparathyreoidismus
- Halbwertzeit: 5–8 Stunden

## Tiermedizinische Aspekte
Eine Besonderheit ergibt sich bei Wiederkäuern durch den Wiesen-Goldhafer (Trisetum flavescens): Hierin ist nicht das Vitamin D (Calciol alias Cholecalciferol) als Vorstufe des eigentlich im Körper wirksamen Vitamin-D-Hormon (Calcitriol) enthalten, sondern Calcitriol selbst. Goldhafer ist eine Grasart, die vor allem im alpinen Raum auftritt, da dieses Gras hier konkurrenzkräftiger als hochwertigere Gräser ist. Wiederkäuer, die ein gutes Angebot an Gras haben, selektieren ausreichend und fressen Goldhafer daher nicht. Nur wenn das Angebot knapp ist, wird auch der Goldhafer in größeren Mengen aufgenommen, was zu Calcinose führt: Hierbei werden die Tiere unbeweglicher, da sich immer mehr Calcium in die Gelenke einlagert. Es kann auch zur Arterienverkalkung und Verkalkung der Lunge kommen.

## Handelsnamen
Typische Monopräparate: Calcijex (A), Decostriol (D), Osteotriol (D), Rocaltrol (D, A, CH), Silkis (D, CH).